# 1985 год в кино

## Фильмы

### Мировое кино
- «Агнесса божья»/Agnes Of God, США, (реж. Норман Джуисон)
- «Американский ниндзя»/American Ninja, США, (реж. Сэм Ферстенберг)
- «Анна Каренина»/Anna Karenina, США, (реж. Симон Лангтон)
- «Балбесы»/The Goonies, США, (реж. Ричард Доннер)
- «Берлинский роман»/The Berlin Affair, Италия—ФРГ—США, (реж. Лилиана Кавани)
- «Бледный всадник»/Pale Rider, США, (реж. Клинт Иствуд)
- «Болваны из космоса»/Morons From Outer Space, Великобритания, (реж. Майк Ходжес)
- «Большое приключение Пи-Ви»/Pee-wee’s Big Adventure, США, (реж. Тим Бёртон)
- «Большой переполох»/Big Trouble, США, (реж. Джон Кассаветис)
- «Бразилия»/Brazil, Великобритания—США, (реж. Терри Гиллиам)
- «Вид на убийство»/A View To Kill, Великобритания (реж. Джон Глен)
- «Враг мой»/Enemy Mine, США, (реж. Вольфганг Петерсен)
- «Встреча со страхом»/Appointment With Fear, США, (реж. Алан Смити)
- «Вступая в контакт»/Joey, ФРГ—США, (реж. Роланд Эммерих)
- «Вторжение в США»/Invasion U.S.A., США, (реж. Джозеф Зайто)
- «Демоны»/Demoni, Италия, (реж. Ламберто Бава)
- «День мертвецов»/Day of the Dead, США, (реж. Джордж Ромеро)
- «Жертвоприношение»/Offret, Швеция—Великобритания—Франция, (реж. Андрей Тарковский)
- «Жизненная сила»/Lifeforce, Великобритания, (реж. Тоуб Хупер)
- «Жить и умереть в Лос-Анджелесе»/To Live And Die In L.A., США, (реж. Уильям Фридкин)
- «Зет и два нуля»/A Zed & Two Noughts, Великобритания—Нидерланды, (реж. Питер Гринуэй)
- «Из Африки»/Out of Africa, США, (реж. Сидни Поллак)
- «Каморра, или Сложное переплетение женских судеб»/Camorra / Un Complicato Intrigo Di…, Италия—США, (реж. Лина Вертмюллер)
- «Клуб „Завтрак“»/The Breakfast Club, США, (реж. Джон Хьюз)
- «Кокон»/Cocoon, США, (реж. Рон Ховард)
- «Коммандо»/Commando, США, (реж. Марк Л. Лестер)
- «Комната с видом»/A Room with a View, Великобритания, (реж. Джеймс Айвори)
- «Копи царя Соломона»/King Solomon’s Mines, США, (реж. Джей Ли Томпсон)
- «Кордебалет»/A Chorus Line, США, (реж. Ричард Аттенборо)
- «Легенда»/Legend, США—Великобритания, (реж. Ридли Скотт)
- «Леденящий»/Chiller, США, (реж. Уэс Крэйвен)
- «Леди-ястреб»/Ladyhawke, США, (реж. Ричард Доннер)
- «Миллионы Брюстера»/Brewster`s Millions, США, (реж. Уолтер Хилл)
- «Миранда»/Miranda, Италия, (реж. Тинто Брасс)
- «Мисима»/Mishima, США, (реж. Пол Шредер)
- «Мои счастливые звёзды»/福星高照, Гонконг, (реж. Саммо Хун)
- «Молодой Шерлок Холмс»/Young Sherlock Holmes, США, (реж. Барри Левинсон)
- «Назад в будущее»/Back To The Future, США, (реж. Роберт Земекис)
- «Отчаянно ищу Сьюзен»/Desperately Seeking Susan, США, (реж. Сьюзен Зейделман)
- «Ничтожество»/Insignificance, Великобритания, (реж. Николас Роуг)
- «Огни святого Эльма»/St.Elmo’s Fire, США, (реж. Джоэл Шумахер)
- «Папа в командировке»/Otac na službenom putu, Великобритания, (реж. Эмир Кустурица)
- «Плоть и кровь»/Flesh & Blood, США, (реж. Пол Верховен)
- «Подземка»/Subway, Франция, (реж. Люк Бессон)
- «Поезд-беглец»/Runaway Train, США, (реж. Андрей Кончаловский)
- «Полицейская академия 2: Их первое задание»/Police Academy 2: Their First Assignment, США, (реж. Джерри Парис)
- «Полицейская история»/Police Story, Гонконг, (реж. Джеки Чан)
- «Полиция»/Police, Франция, (реж. Морис Пиала)
- «Полковник Редль»/Oberst Redl, Венгрия—ФРГ—Австрия, (реж. Иштван Сабо)
- «После работы»/After Hours, США, (реж. Мартин Скорсезе)
- «Поцелуй женщины-паука»/Kiss Of The Spider Woman, США-Бразилия, (реж. Эктор Бабенко)
- «Почему дураки влюбляются»/Fool For Love, США, (реж. Роберт Олтмен)
- «Приветствую тебя, Мария»/Je vous salue, Marie, Франция—Швейцария, (реж. Жан-Люк Годар)
- «Пурпурная роза Каира»/The Purple Rose Of Cairo, США, (реж. Вуди Аллен)
- «Ран»/乱, Япония—Франция, (реж. Акира Куросава)
- «Реаниматор»/Re-Animator, США, (реж. Стюарт Гордон)
- «Режь и беги»/Inferno in diretta, Италия, (реж. Руджеро Деодато)
- «Рокки 4»/Rocky IV, США, (реж. Сильвестр Сталлоне)
- «Рыжая Соня»/Red Sonja, США, (реж. Ричард Флейшер)
- «Рэмбо: Первая кровь 2»/Rambo: First Blood Part II, США, (реж. Джордж Пан Косматос)
- «Свидание»/Rendez-Vous, Франция, (реж. Андре Тешине)
- «Свидетель»/Witness, США, (реж. Питер Уир)
- «Смерть коммивояжёра»/Death Of A Salesman, США, (реж. Фолькер Шлёндорф)
- «Среди волков»/Les Loups Entre Eux, Франция—Швейцария—Мальта, (реж. Хосе Джованни)
- «Тайный поклонник»/Secret Admirer, США, (реж. Дэвид Гринуолт)
- «Токсичный мститель»/The Toxic Avenger, США, (реж. Ллойд Кауфман)
- «Турбаза «Волчья»»/Vlčí bouda, Чехословакия, (реж. Вера Хитилова)
- «Цветы лиловые полей»/The Color Purple, США, (реж. Стивен Спилберг)
- «Фанданго»/Fandango, США, (реж. Кевин Рейнольдс)
- «Феномен»/Phenomena / Creepers, Италия, (реж. Дарио Ардженто)
- «Честь семьи Прицци»/Prizzi’s Honor, США, (реж. Джон Хьюстон)
- «Шальная любовь»/L’amour braque, Франция, (реж. Анджей Жулавский)

### Советское кино

#### Фильмы Азербайджанской ССР
- «Джинн в микрорайоне», (реж. Октай Мир-Касимов)
- «Украли жениха», (реж. Джейхун Мирзоев, Вагиф Мустафаев)

#### Фильмы БССР
- «Большое приключение», (реж. Вячеслав Никифоров)
- «Документ Р», (реж. Валерий Харченко)
- «Друзей не выбирают»
- «Мама, я жив», (реж. Игорь Добролюбов)
- «Научись танцевать»
- «С юбилеем подождём», (реж. Борис Горошко)
- «Тревоги первых птиц»

#### Фильмы Грузинской ССР
- «Белая роза бессмертия», (реж. Нана Мчедлидзе)
- «Великий поход за невестой», (реж. Годердзи Чохели)
- «Кто четвёртый?», (реж. Отар Коберидзе)
- «Мужчины и все остальные», (реж. Вахтанг Кикабидзе)
- «Ночная иллюзия», (реж. Марина Хонелидзе)
- «Пока пройдёт осенний дождь», (реж. Кети Долидзе)
- «Путешествие молодого композитора», (реж. Георгий Шенгелая)
- «Пятно», (реж. Александр Цабадзе)
- «Светлячки», (реж. Дато Джанелидзе)
- «Ступень», (реж. Александр Рехвиашвили)

#### Фильмы Латвийской ССР
- «Двойной капкан», (реж. Алоиз Бренч)
- «Малиновое вино», (реж. Арвидс Криевс)

#### Фильмы РСФСР
- «Батальоны просят огня», (реж. Владимир Чеботарёв и Александр Боголюбов)
- «Валентин и Валентина», (реж. Георгий Натансон)
- «Внимание! Всем постам…», (реж. Игорь Вознесенский)
- «Возвращение Будулая», (реж. Александр Бланк)
- «Воскресный папа», (реж. Наум Бирман)
- «Вот моя деревня», (реж. Виктор Трегубович)
- «Выйти замуж за капитана», (реж. Виталий Мельников)
- «Говорит Москва», (реж. Юрий Григорьев, Ренита Григорьева)
- «Детство Бемби», (реж. Наталья Бондарчук)
- «Законный брак», (реж. Альберт Мкртчян)
- «Зимний вечер в Гаграх», (реж. Карен Шахназаров)
- «Зимняя вишня», (реж. Игорь Масленников)
- «Змеелов», (реж. Вадим Дербенёв)
- «Зловредное воскресенье». (реж. Владимир Мартынов)
- «Искренне Ваш...», (реж. Алла Сурикова)
- «Как стать счастливым» (реж. Юрий Чулюкин)
- «Контракт века», (реж. Александр Муратов)
- «Корабль пришельцев», (реж. Сергей Никоненко)
- «Лиха беда начало», (реж. Владимир Лаптев)
- «Личное дело судьи Ивановой», (реж. Илья Фрэз)
- «Марица», (реж. Александр Белинский)
- «Мужские тревоги», (реж. Анатолий Ниточкин)
- «Не ходите, девки, замуж», (реж. Евгений Герасимов)
- «Одиночное плавание», (реж. Михаил Туманишвили)
- «Опасно для жизни!», (реж. Леонид Гайдай)
- «Подсудимый», (реж. Борис Васильев, Иосиф Хейфиц)
- «Порох», (реж. Виктор Аристов)
- «После дождичка в четверг», (реж. Михаил Юзовский)
- «Пришла и говорю», (реж. Наум Ардашников)
- «Простая смерть…», (реж. Александр Кайдановский)
- «Прощание славянки», (реж. Евгений Васильев)
- «Ради нескольких строчек», (реж. Александр Рогожкин)
- «Русь изначальная», (реж. Геннадий Васильев)
- «Самая обаятельная и привлекательная», (реж. Геральд Бежанов)
- «Салон красоты», (реж. Александр Панкратов-Чёрный)
- «Снегурочку вызывали?», (реж. Валентин Морозов)
- «Странная история доктора Джекила и мистера Хайда», (реж. Александр Орлов)
- «Тайна золотой горы», (реж. Николай Гусаров)
- «Тайная прогулка», (реж. Валерий Михайловский)
- «Танцплощадка», (реж. Самсон Самсонов)
- «Чёрная стрела», (реж. Сергей Тарасов)
- «Чужие здесь не ходят», (реж. Анатолий Вехотко, Роман Ершов)
- «Эй, на линкоре!» (в составе к/а «Мостик»), (реж. Сергей Снежкин)

#### Фильмы совместных производителей

##### Фильмы двух стран
- «Битва за Москву», (реж. Юрий Озеров)
- «И на камнях растут деревья», (реж. Станислав Ростоцкий и Кнут Андерсен)
- «Координаты смерти», (реж. Самвел Гаспаров и Нгуен Суан Тян; совм. с Вьетнамом)
- «Мальчик-с-пальчик», (реж. Гунар Пиесис)
- «Победа», (реж. Евгений Матвеев)

##### Фильмы двух киностудий СССР и двух союзных республик
- «Багратион», (реж. Караман Мгеладзе и Гиули Чохонелидзе)
- «Иди и смотри», (реж. Элем Климов)

#### Фильмы УССР
- «Берег его жизни», (реж. Юрий Соломин)
- «Володя большой, Володя маленький», (реж. Вячеслав Криштофович)
- «Миллион в брачной корзине», (реж. Всеволод Шиловский)
- «Подвиг Одессы», (реж. Владимир Стрелков)
- «Сезон чудес», (реж. Георгий Юнгвальд-Хилькевич)
- «Слушать в отсеках», (реж. Николай Засеев-Руденко)

#### Фильмы Эстонской ССР
- «Игры для детей школьного возраста», (реж. Арво Ихо и Лейда Лайус)

## Телесериалы

### Латиноамериканские сериалы

#### Мексика
- Девчонка (1985-86)
- Единокровка
- Женщина, случаи из реальной жизни (1985—2007)
- Никто кроме тебя
- Пожить немножко
- Проходят годы
- Хуана Ирис

### Советские телесериалы и телефильмы свыше 3-х серий
- Гостья из будущего, (р/п. Павел Арсенов).
- Противостояние (р/п. Семён Аранович).

## Лидеры проката

### Советский прокат
- «Груз без маркировки», (режиссёр Владимир Попков) — 2 место, 35 900 000 зрителей (поделил с фильмом «Конвой», режиссёр Сэм Пекинпа, США)
- «Не ходите, девки, замуж», (режиссёр Евгений Герасимов) — 6 место, 29 400 000 зрителей
- «Змеелов», (режиссёр Вадим Дербенёв) — 7 место, 28 600 000 зрителей

## Персоналии

### Родились
- 7 августа — Алексей Череватенко, совр. украинский актёр театра и кино.
- 27 ноября — Элисон Пилл, канадская актриса театра и кино.

### Скончались
- 24 марта — Сандер Проси, актёр театра и кино, профессор, народный артист Албании.
- 21 мая — Станислав Воль (1912—1985) — польский кинорежиссёр, сценарист, оператор и продюсер.
- 10 октября
  - Юл Бриннер, американский актёр театра и кино.
  - Орсон Уэллс, американский кинорежиссёр, актёр, сценарист.
- 26 ноября — Сергей Герасимов, советский кинорежиссёр, сценарист и актёр, народный артист СССР.